# Shahrazad Ali
Shahrazad Ali (nascida em 27 de abril de 1954, em Atlanta, Geórgia), criada em Cincinnati, Ohio, é uma autora de vários livros, incluindo uma brochura The Blackman's Guide to Understanding the Blackwoman. O livro foi controverso causando a resposta de "fóruns comunitários, piquetes e discussões acaloradas entre negros em muitas partes" dos EUA quando foi publicado em 1989.

## Resenhas do livro
Resenhas sobre o livro apareceram no Los Angeles Times, The New York Times, Washington Post, Newsday e Newsweek. Ali apareceu vários talk-shows, como Tony Brown's Journal, Sally, The Phil Donahue Show e Geraldo — e foi ridicularizada no programa In Living Color dos irmãos Wayans. O livro supostamente trouxas novos negócios para livrarias negras, enquanto outras o baniram. Também provocou um livro de ensaios (chamado Confusion by Any Other Name) que explorou o seu impacto negativo.
Algumas passagens do seu livro descreveram mulheres afro-americanas — referidas como A Mulher Negra (the Blackwoman), como é o jargão da Nação do Islã — citadas pela mídia incluem o seguinte:
Embora não seja preguiçosa por natureza, ela se tornou solta e descuidada sobre si mesma e sobre seu homem e família. Seu cérebro é menor do que o do Homem Negro, então, enquanto ela é aclamada por seu alto desempenho acadêmico, seus processos de pensamento não se comparam aos do Homem Negro consciente.

Sua língua desenfreada é a principal razão pela qual ela não pode se dar bem com o Homem Negro... se ela ignora a autoridade e superioridade do Homem Negro, há uma penalidade. Quando ela cruza essa linha e se torna viciosamente insultante, é hora do Homem Negro dar um profundo tapa em sua boca.
Ali alegou que escreveu esse livro porque "as mulheres negras na América se tornaram protegidas e isoladas contra certos tipos de críticas e exames." Os críticos reclamaram que o livro não oferecia dados factuais para substanciar seus pontos de vista ou informações sobre como ela chegou a suas conclusões e que era essencialmente um produto vanity-press (uma editora na qual os autores pagam para ter seus livros publicados) que teria sido ignorado pelos negros e outros se não fosse pela atenção da mídia causada por seu escândalo.

## Comentarista convidada
Em agosto de 2013, Ali re-apareceu na mídia como comentarista convidada no programa de Dr. Drew na HLN. Ela também foi entrevistada no talk show de Trisha Goddard junto com o supremacista branco Craig Cobb, concordando com Cobb que a raça negra e a raça branca devem ser separadas.

## Vida pessoal
Ali é mãe de 12 filhos, nove deles adotados.